# سیارک ۲۹۳۴۸
سیارک ۲۹۳۴۸ (به انگلیسی: 29348 Criswick، نامگذاری:1995FD) بیست و نه هزار و سیصد و چهل و هشتمین سیارک کشف شده‌است که در ۲۸ مارس ۱۹۹۵ کشف شد.